# Coletor de lixo

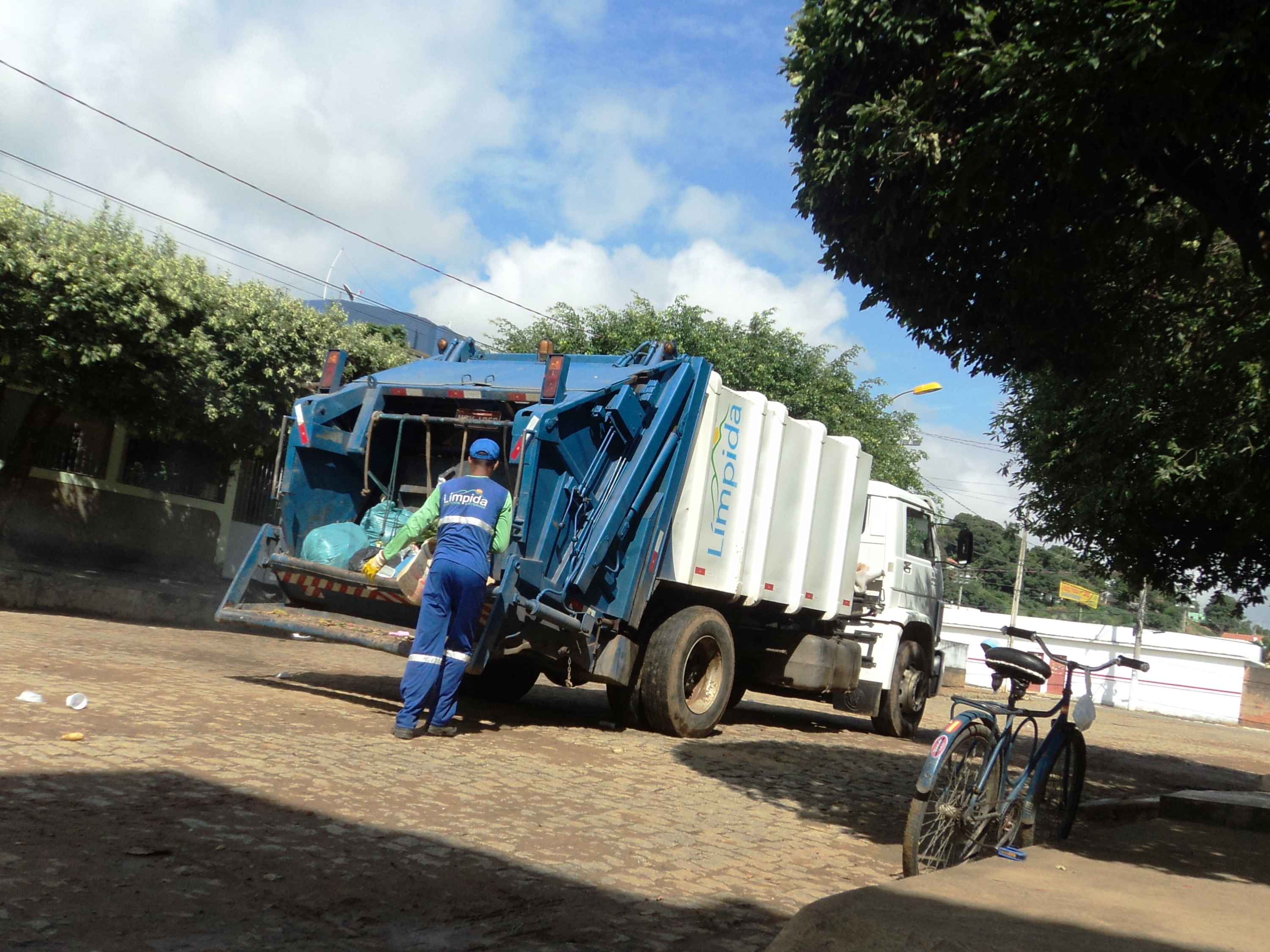
Coletores de lixo no trabalho no município de Baixo Guandu, no Espírito Santo, no Brasil.

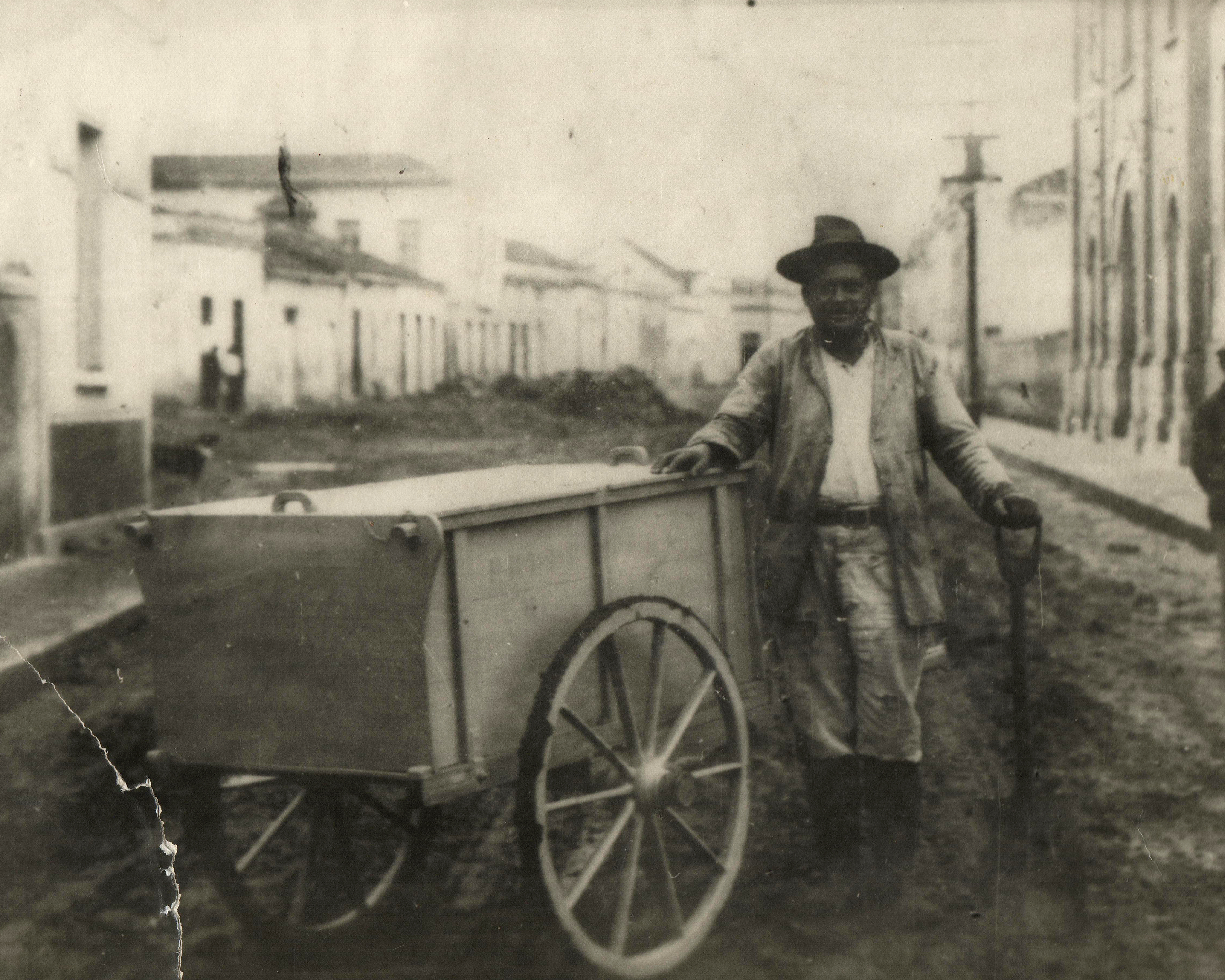
José Marciano, primeiro Lixeiro de Guarulhos, em 1945, em fotografia do Arquivo de Guarulhos.

Coletor de lixo, é um profissional da limpeza contratado por organismo público ou privado que trabalha na coleta de lixo e no recolhimento do conteúdo das lixeiras para manter os ambientes limpos, frequentemente auxiliado pela presença de um caminhão de lixo.

## Atividades
O Trabalho dos profissionais da limpeza pública impacta na qualidade de vida dos moradores das cidades, além de garantir que as ruas permaneçam sempre limpas e transitáveis através da coleta de materiais, a profissão do coletor possui uma ligação direta com a saúde pública e a prevenção de doenças infecciosas que podem ser provocadas pelo acúmulo e descarte incorreto do lixo.
O manejo dos resíduos sólidos, que é a sua função, também é considerado um dos componentes do saneamento básico.

## Riscos
Estatísticas mostram que a coleta de lixo é uma das ocupações humanas mais perigosas, sendo algumas vezes mais perigosa até que a profissão de policial, embora seja menos perigosa que a pesca comercial e a atividade agrícola. Os riscos da profissão incluem vidro quebrado, resíduos hospitalares como seringas, produtos químicos cáusticos, queda de objetos de contêineres de lixo superlotados, doenças que podem acompanhar resíduos sólidos, asbesto, ataque de cães, poeira, fumaça, clima adverso, acidente de trânsito e odores nauseantes.

## Curiosidades
O Dia do Gari é comemorado anualmente em 16 de maio, em todo o Brasil e possui o objetivo de homenagear a classe profissional. 